# Instituto de Tecnología Nuclear Dan Beninson
El Instituto de Tecnología Nuclear Dan Beninson (IDB) surge a fines del año 2006 al firmarse un convenio entre la Comisión Nacional de Energía Atómica (CNEA) y la Universidad Nacional de General San Martín (UNSAM). Su propósito es formar recursos humanos especializados en el campo nuclear, ofreciendo carreras que van desde el nivel inicial de pre-grado hasta la máxima titulación de Doctorado. En el marco de su Centro de Educación y Entrenamiento para Instalaciones Nucleares (CEEPIN), ofrece cursos regulares y especiales de formación profesional y técnica en las diversas aplicaciones de la tecnología nuclear para instituciones nacionales o extranjeras.

## Objetivos del instituto
- Realizar actividades de formación de recursos humanos en áreas relevantes de la ciencia y la tecnología con formación práctica orientada a la resolución de problemas concretos vinculados con los proyectos en curso en el área nuclear.

- Articular acciones con otras instituciones, ampliando sus competencias en el área de la ingeniería y la tecnología nucleares.

- Abrir nuevas posibilidades de investigación y transferencia de tecnología en áreas de gran impacto social: producción de energía nucleoeléctrica, aplicaciones de radioisótopos en la medicina y la industria, irradiación de materiales de uso nuclear y no nuclear, etc.

- Más de 1500 establecimientos médicos e industriales de nuestro país emplean radioisótopos, radiaciones, dispositivos o instrumentos nucleares en sus actividades, considerándose muchas de estas prácticas como convencionales en su ámbito de aplicación.

- Por tal motivo, es una necesidad insoslayable la formación de profesionales especializados en los fundamentos de las diversas aplicaciones de los radioisótopos y las radiaciones y sus pautas metodológicas.

- La tecnología nuclear permite mejorar la calidad de vida de la comunidad a través de sus múltiples aplicaciones.

- El Instituto Dan Beninson tiene como meta contribuir a la continuidad y al mejor desarrollo de las actividades vinculadas con la utilización de esta tecnología.[2][3][4]

## Carrera de Grado
- Carrera:

'Ingeniería Nuclear con Orientación en Aplicaciones'
- Título

Ingeniero Nuclear
- Objetivos:

El objetivo de esta carrera es formar ingenieros de excelencia, en el área de las aplicaciones de la tecnología nuclear en todos los campos, con formación básica y específica sólidas que le permitan afrontar los principales desafíos que plantea la actividad, aplicando los últimos avances de la tecnología nuclear en el área específica del conocimiento al cual estén dedicados y que realicen esta tarea con un marcado sentido ético y de responsabilidad social.

## Carreras de Posgrado
- Carrera:

Especialización en Radioquímica y Aplicaciones Nucleares
- Título:

Especialista en Radioquímica y Aplicaciones Nucleares
- Objetivos:

Proporcionar los conocimientos específicos de la tecnología en cuestión y fomentar la creatividad y el análisis crítico que permitan al alumno resolver situaciones nuevas y afrontar los continuos cambios que se producen en la tecnología a nivel mundial. 
Generar un espacio de formación e intercambio interdisciplinario que posibilite la integración de personal académico, científico y técnico. 
Facilitar el acceso de los alumnos a las instalaciones y equipamientos más relevantes de la actividad específica en nuestro país y tomar contacto con los equipos de trabajo y los proyectos en curso en áreas de investigación, desarrollo y aplicaciones. Todo ello con miras a vincularlo en forma directa con la actividad profesional y como parte de la visión integradora con que se conciben las carreras. 
Brindar una sólida base de conocimientos que permita el acceso a estudios superiores y a la generación de nuevos conocimientos.
- Carrera:

Especialización en Reactores Nucleares y su Ciclo de Combustible
- Título:

Especialista en Reactores Nucleares y su Ciclo de Combustible
- Objetivos:

Generar un espacio de formación e intercambio interdisciplinario potenciando el aporte que puedan ofrecer los profesionales de las distintas disciplinas 
que confluyen en el campo de la tecnología nuclear y específicamente de los reactores nucleares y su ciclo de combustible.
- Carrera:

Doctorado en Tecnología Nuclear
- Título:

Doctor en Tecnología Nuclear
- Objetivos:

El objetivo de este posgrado es formar recursos humanos en el más alto nivel en las diferentes ramas de la tecnología nuclear, con capacidad para realizar actividades de investigación y desarrollo, transferencia de tecnología y docencia en grado y posgrado haciendo hincapié en las necesidades locales y regionales,
El currículo del doctorado está orientado especialmente a egresados de carreras de Ingeniería, Física, Química u otras áreas de las ciencias exactas y naturales afines y su contenido atiende a los objetivos enunciados.
El Doctorado en Tecnología Nuclear es un doctorado personalizado. El aspirante al título de Doctor en Tecnología Nuclear deberá cumplimentar todos los requisitos establecidos por el Reglamento de Posgrado de la Universidad y por el Reglamento específico del Doctorado, en un todo de acuerdo con los requisitos de la Ley Universitaria vigente.

## Pregrado
- Carrera:

'Tecnicatura Universitaria en Aplicaciones Nucleares'
- Título

Técnico Universitario en Aplicaciones Nucleares
- Objetivos:

La Tecnicatura en Aplicaciones Nucleares tiene como objetivo formar excelentes técnicos universitarios con capacidad para desempeñar con idoneidad tareas técnicas como asistentes de profesionales en todas aquellas áreas relacionadas con radioisótopos, radiaciones y sus aplicaciones.
- Duración:

Su duración total es de 3 años.
Es gratuita y se dicta:
La primera mitad en el Campus de la Universidad Nacional de San Martín (UNSAM) 
La segunda mitad en instalaciones de la Comisión Nacional de Energía Atómica con posibilidad de beca (CNEA)

## Centro de estudiantes (CEDB)
Desde el 2017 el Instituto Dan Beninson cuenta con un centro de estudiantes cuya tarea principal es conformar un nexo entre el estudiantado y las autoridades. A su vez, busca difundir las actividades del instituto al público general manteniendo contacto con los estudiantes y egresados. 
Todos los años se elige un nuevo directorio mediante votaciones abiertas a todos los estudiantes del instituto.
Directorios del Centro de Estudiantes del Instituto Dan Beninson:
| Año       | Presidente                  | Vicepresidente                     |
| --------- | --------------------------- | ---------------------------------- |
| 2017-2018 | Alex Müller Yane            | Catalina Carabajal                 |
| 2018-2019 | Emanuel Arévalo             | Rosana Gomez de la Peña            |
| 2019-2020 | Giuliano Perotti Bernardini | Julia Viglietti                    |
| 2020-2021 | Camila Soria Homez          | Karen Medrano                      |
| 2022-2023 | Gonzalo Daniel Ciaffone     | María Luz Olaguibe Leandro Coronel |
| 2023-2024 | Leandro Coronel             | María Luz Olaguibe                 |
| 2024-2025 | Francisco Pais              | Sergio Stedile                     |